# Georgia la Concursul Muzical Eurovision
Georgia a participat la Concursul Muzical Eurovision de 17 ori, debutând la Concursul Muzical Eurovision 2007. Deși Georgia a vrut să participe la Concursul Muzical Eurovision 2009, a decis să renunțe după ce EBU a cerut ca versurile melodiei să fie rescrise, deoarece făceau referire la prim-ministrul Rusiei, Vladimir Putin. Spre deosebire de vecina sa, Azerbaijan, care a câștigat la a patra sa participare în 2011, Georgia nu a avut un succes prea mare, cel mai bun rezultat fiind un loc 9 în 2010 și 2011.

## Istoric

### Debutul din 2007
Pe 27 octombrie 2006, Georgia a confirmat că doresc să debuteze la Concursul Muzical Eurovision 2007. La vremea aceea, EBU a limitat concursul la maxim 40 de intrări. Totuși, în martie 2007, s-a stabilit ca toate cele 42 de țări să fie acceptate în concursul din 2007 de la Helsinki. În concurs, Georgia a reușit să se califice în finală, terminând pe locul 12.

### 2008

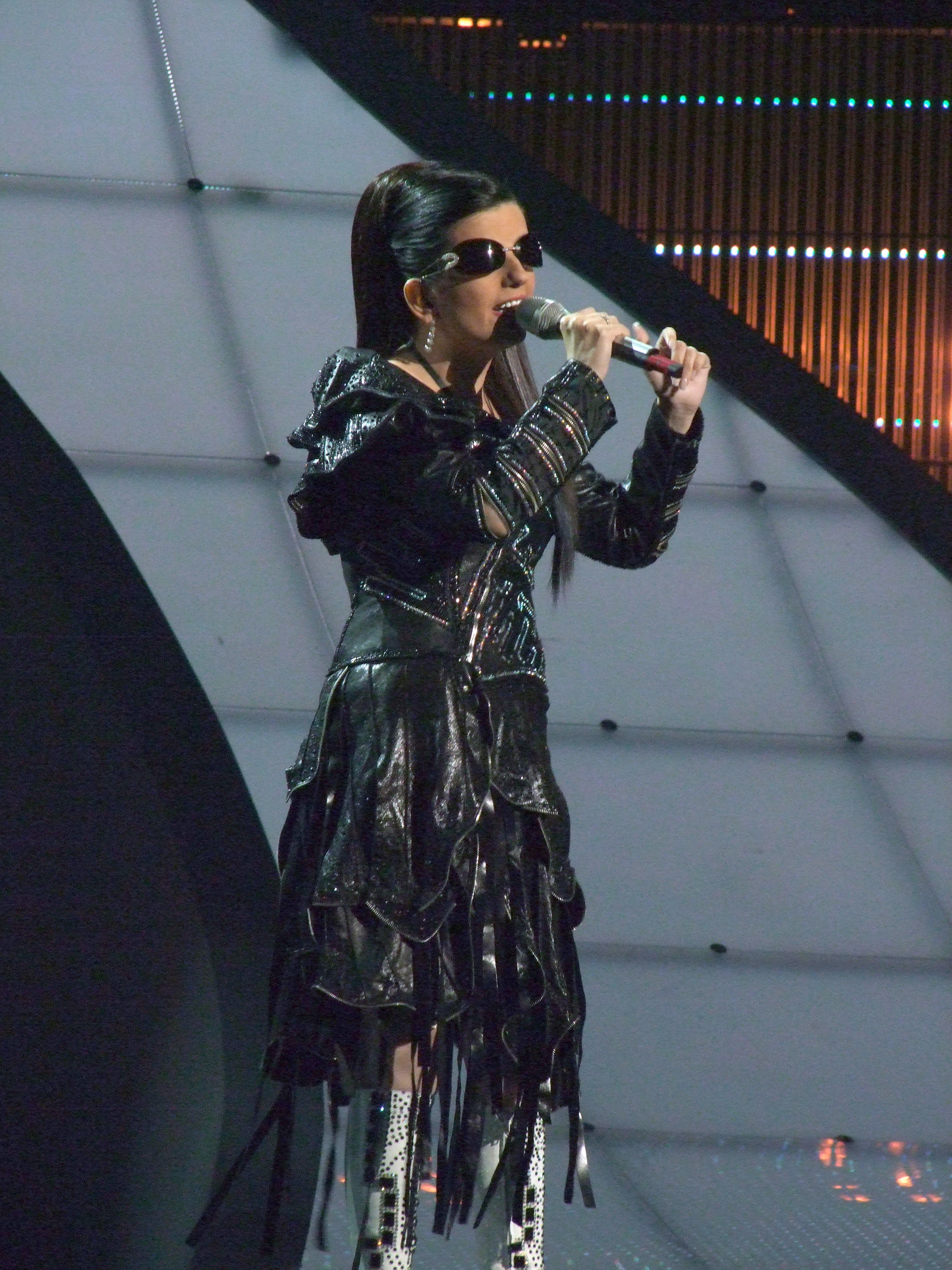
Diana Gurțkaia la Belgrad (2008)

Georgia și-a făcut apariția în concurs, pentru a doua oara, la concursul din 2008, fiind reprezentată de Diana Gurțkaia cu piesa "Peace Will Come". A avut un pic mai mult noroc decât piesa din 2007, calificându-se în finală, unde s-a clasat pe locul 11.

### Retragerea din 2009
Datorită Războiului din Osetia de Sud din anul 2008, Georgian Public Broadcasting (GPB) a dezbătut dacă Georgia va fi prezentă la Concursul Muzical Eurovision 2009 din Moscova. Președintele GPB a declarat că nu este nejustificat dacă țara se va retrage. Pe 28 august 2008, GBP a anunțat că Georgia se va retrage din concurs, spunând că refuză să participe într-o "țară care încalcă drepturile omului și legile internaționale", precum și îndoieli în privința siguranței participanților lor.
După ce Georgia a câștigat Concursul Muzical Eurovision Junior 2008, și primind 12 puncte de la Rusia, aceasta i-a încurajat să participe, din nou, în 2009.
După ce a fost ținută o finală națională pe 18 februarie 2009, georgienii au selectat pe Stefane & 3G cu melodia "We Don't Wanna Put In", o piesă inspirată din anii '70. Cu toate acestea, EBU a interzis piesa în concurs, din cauza versurilor sale, le-a solicitat GPB să fie schimbate versurile sau să selecteze altă piesă. GPB a susținut că respingerea melodiei a fost din cauza presiunii politice exercitată de Rusia și s-a retras din nou la data de 11 martie 2009.

### Revenirea din 2010
Georgia a revenit în concurs în anul 2010, după un an de stat pe tușă, și a fost reprezentată de tânăra de 23 ani Sofia Nijaradze. Sofia a prezentat piesa "Shine" în concurs, scrisă de Hanne Sørvaag, Harry Sommerdahl și Christian Leuzzi.
Georgia a concurat în semifinala 2 din data de 27 mai, având locul 16 în concurs și s-a calificat în finală, aici Georgia a terminat pe locul 9, acumulând 136 de puncte, fiind, dealtfel cel mai bun rezultat al țării.

### 2011

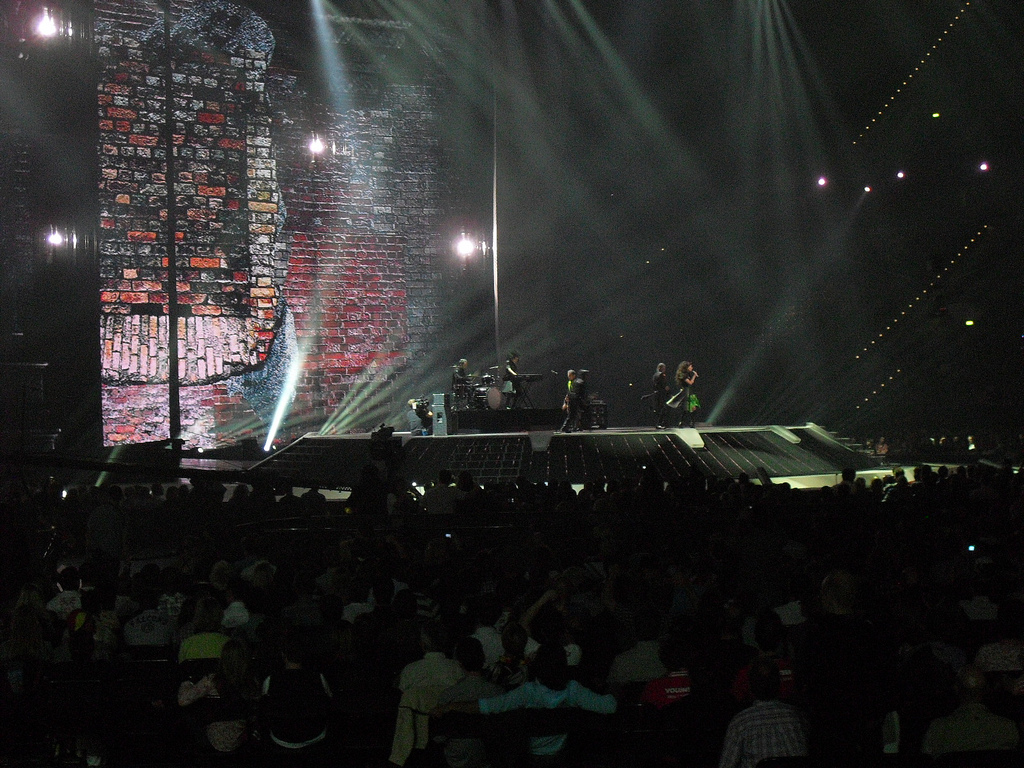
Eldrine la Düsseldorf (2011)

În 2011, Georgia a trimis, la concursul din Düsseldorf, trupa rock Eldrine. Au reușit să se califice în finală, unde au egalat locul 9 din anul precedent.

### 2012
Georgia și-a confirmat participarea pentru Concursul Muzical Eurovision 2012. Pentru prima oară, țara a fost reprezentată de un bărbat, Anri. Pe data de 24 mai 2012, el a devenit primul reprezentant care ratează să se califice în finala Eurovision.

### 2013
Nodiko & Sophie au reprezentat Georgia la Malmö cu piesa "Waterfall" . Cu toate că presa le dădea șanse pentru marele premiu, s-au clasat pe locul 15 în finală.

### 2014
The Shin & Mariko au reprezentat Georgia în 2014 cu piesa "Three Minutes to Earth" . S-au clasat pe ultimul loc în a doua semifinala, ratând finala.

### 2015
După ce voturile juriului georgian au fost declarate invalide, Georgia ar putea fi descalificată din concurs pentru următorii 3 ani de EBU. Reprezentanta Georgiei, Nina Sublatti a obținut în semifinală locul 4 cu 98 de puncte dar în finală a obținut locul 11 cu 51 de puncte, diferență de 2 puncte față de Serbia, care a obținut locul 10.

### 2016
Georgia la Eurovision Song Contest 2016 s-a calificat în finală și a terminat pe locul 20 în ediția găzduită de Suedia la Stockholm . Ea este reprezentată de grupul Nika Kocharov & Young Georgian Lolitaz . Piesa lor, Midnight Gold , a fost aleasă printr-o selecție publică.Georgia participă în a doua semifinală, pe12 mai 2016, unde se află pe locul 9 cu 123 de puncte. Țara se califică astfel în finală, unde ocupă locul 20 cu 104 puncte.Nika Koscharow și Young Georgian Lolitaz s-au putut califica și în finala din 2016. Cu toate acestea, ei au avut mai puțin succes acolo decât predecesorii lor și au obținut doar un loc mediocru pentru Georgia pe locul 20.

### 2017
În 2017, Georgia nu a reușit să ajungă în finală pentru prima dată din 2014. Cu locul 11, Tako Gatchetschiladze nu a reușit să se califice în finală.Georgia este una dintre cele patruzeci și două de țări participante la Eurovision Song Contest 2017 , care are loc la Kiev , Ucraina . Țara este reprezentată de  Tamara Gatchetchiladze  cu piesa ei Keep the Faith . Ajunsă pe locul 11 cu 99 de puncte în semifinală, țara nu s-a calificat în finală.Georgia participă în prima semifinală, pe9 mai 2017. Venind pe locul 11 cu 99 de puncte, țara nu s-a calificat în finală. Cu toate acestea, Tako Gaceciladze a participat 2 ani mai târziu la Cerbul de Aur, făcându-și simțită prezența.

### 2018
În 2018, intrarea georgiană a fost eliminată în semifinale. Cu toate acestea, trupa Iriao , precum The Shin feat. Mariko Ebralidze 2014, doar ultimul loc în semifinale. Ei au repetat astfel cel mai prost loc al Georgiei în competiție.Georgia este una dintre cele patruzeci și trei de țări participante la Eurovision Song Contest 2018 , care are loc la Lisabona , Portugalia . Țara este reprezentată de grupul Iriao și piesa sa For You , selectată intern de radiodifuzorul GPB . Grupa a terminat în cele din urmă pe locul 18 și ultimul în semifinale, primind 24 de puncte și nereușind să se califice.Georgia a participat la a doua semifinală, pe10 mai 2018. Terminând pe locul 18 și ultimul cu 24 de puncte, țara nu a reușit să se califice în finală.

## Participări
| An   | Gazdă      | Artist                                 | Cântec                   | Finală | Puncte | Semifinală | Puncte |
| 2007 | Helsinki   | Sopo Halvași                           | "Visionary Dream"        | 12     | 97     | 8          | 123    |
| 2008 | Belgrad    | Diana Gurțkaia                         | "Peace Will Come"        | 11     | 83     | 5          | 107    |
| 2010 | Oslo       | Sofia Nijaradze                        | "Shine"                  | 9      | 136    | 3          | 106    |
| 2011 | Düsseldorf | Eldrine                                | "One More Day"           | 9      | 110    | 6          | 74     |
| 2012 | Baku       | Anri Djohadze                          | „I'm a Joker”            | X      | X      | 14         | 36     |
| 2013 | Malmö      | Nodiko & Sophie                        | "Waterfall"              | 15     | 50     | 10         | 63     |
| 2014 | Copenhaga  | The Shin & Mariko                      | "Three Minutes to Earth" | X      | X      | 15         | 15     |
| 2015 | Viena      | Nina Sublatti                          | "Warrior"                | 11     | 51     | 4          | 98     |
| 2016 | Stockholm  | Nika Kocharov & Young Georgian Lolitaz | "Midnight Gold"          | 20     | 104    | 9          | 123    |
| 2017 | Kiev       | Tako Gachechiladze                     | "Keep the Faith"         | X      | X      | 11         | 99     |
| 2018 | Lisabona   | Iriao                                  | "For You"                | X      | X      | 18         | 24     |
| 2019 | Tel Aviv   | Oto Nemsadze                           | "Keep on Going"          | X      | X      | 14         | 62     |
| 2020 | Rotterdam  | Tornike Kipiani                        | "Take Me As I Am"        | Anulat | Anulat | Anulat     | Anulat |
| 2021 | Rotterdam  | Tornike Kipiani                        | "You"                    | X      | X      | 16         | 16     |
| 2022 | Torino     | Circus Mircus                          | "Lock Me In"             | X      | X      | 18         | 22     |
| 2023 | Liverpool  | Iru                                    | "Echo"                   | X      | X      | 12         | 33     |
| 2024 | Malmö      | Nutsa Buzaladze                        | "Firefighter"            | 21     | 34     | 8          | 54     |
| 2025 | Basel      | Mariam Shengelia                       | "Freedom"                | X      | X      | 15         | 28     |